# Lukáš Zelenka
Lukáš Zelenka (* 5. Oktober 1979 in Prag) ist ein ehemaliger tschechischer Fußballspieler.

## Karriere
Zelenka begann seine Karriere bei Sparta Prag. 1997 verpflichtete der RSC Anderlecht das junge Talent. Dort schaffte es Zelenka aber nicht in die erste Mannschaft und wurde nur in der Reserve eingesetzt. 1999 wurde er an den KVC Westerlo ausgeliehen, wo er sich durchsetzen konnte. 
2001 kaufte ihn Sparta für 26 Millionen Kronen zurück, was ihn zum damals zweitteuersten tschechischen Spieler aller Zeiten machte. Anfangs konnte er die hohen Erwartungen nicht erfüllen, ab 2003 entwickelte er sich dann zu einem der wichtigsten Spieler Spartas. Am 8. Juni 2005 beim 6:1 gegen Mazedonien debütierte Zelenka in der Tschechischen Nationalmannschaft. Anfang 2006 wechselte er für 2,5 Millionen Euro zum türkischen Verein Vestel Manisaspor. Nach zwei Jahren kehrte er zu seinem ehemaligen Klub KVC Westerlo zurück.
Im September 2009 löste Zelenka seinen Vertrag in Westerlo vorzeitig auf und schloss sich dem 1. FC Slovácko an. Im Februar 2011 wechselte er in die erste ungarische Fußballliga zu dem Rekordmeister Ferencváros Budapest. Zum Jahreswechsel 2012 ging er zurück in seine Heimat und spielte seitdem in der dritten Liga für den 1.SK Prostějov. 2016 beendete er dort seine aktive Karriere.

## Erfolge
- Belgischer Pokalsieger: 2001
- Tschechischer Meister: 2003, 2005
- Tschechischer Pokalsieger: 2004